# ودجبتن

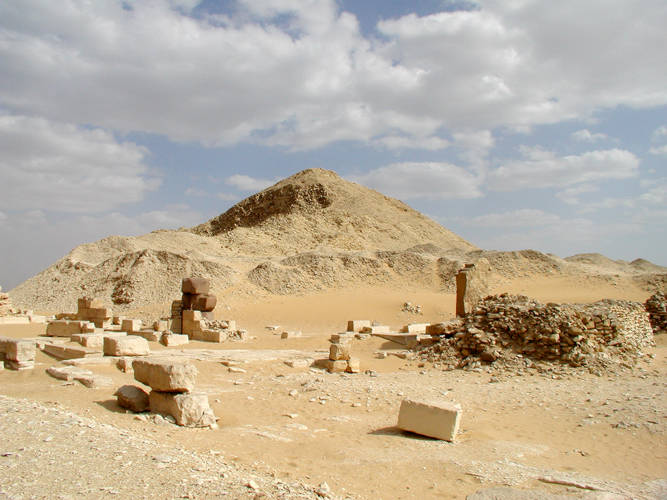
هرم پپی دوم در سقاره، بخشی از یک مجموعهٔ سلطنتی گسترده بود که در کنار آن، سه هرم کوچکتر برای ملکه‌هایش ساخته شده بودند: نیت، ایپوت دوم و وِدجِبتِن

وِدجِبتِن (به انگلیسی: Wedjebten) که نامش اودجِبتِن (به انگلیسی: Udjebten) هم خوانده شده، یک ملکه همسر در مصر باستان بود که در دوران حکمرانی دودمان ششم مصر زندگی می‌کرد. وی همسر فرعون پپی دوم بود.

## لقب‌های رسمی
عناوین او شامل «شاهزاده‌ی موروثی» (ỉrỉỉ.t-pˁt) است، که نشان می‌دهد او اصالتی اشرافی داشته است.
سایر عناوین شناخته‌شدهٔ وِدجِبتِن همگی به نقش او به‌عنوان همسر پادشاه مربوط می‌شوند:
«آن‌که حوروس و ست را می‌بیند» ، «بزرگ عصای هِتِس» ، «همسر پادشاه» ، «همسر محبوب پادشاه من-عنخ-نفر-کارع» ،, «همراهِ حوروس»  و «همسر محبوبِ محبوبِ دو بانو».
هیچ‌یک از عناوین او به «دختر پادشاه» بودن اشاره ندارند، بنابراین ممکن است او برخلاف دیگر همسران پپی دوم، نظیر نیت و ایپوت دوم خواهر پادشاه نبوده باشد.
آرامگاه
وِدجِبتِن در هرمی در سقاره به خاک سپرده شد. مجموعهٔ آرامگاه او شامل یک هرم، معبد مردگان کوچک، و یک هرم آیینی بود. این مجموعه با دو دیوار محوطه‌ای احاطه شده بود. کتیبه‌ای که در محل یافت شده، اشاره دارد که نوک هرم وِدجِبتِن با طلا پوشیده شده بود. دیواره‌های حجرهٔ تدفین او با مجموعه‌ای از متون اهرام تزئین شده‌اند.

## بیشتر بخوانید
- Jéquier, Gustave: La Pyramide d'Oudjebten, (1928).